# Порета (Перуђа)
Порета је насеље у Италији у округу Перуђа, региону Умбрија.
Према процени из 2011. у насељу је живело 189 становника. Насеље се налази на надморској висини од 328 м.